# بریتیش ریل کلاس ۲۰۲
بریتیش ریل کلاس ۲۰۲ (انگلیسی: British Rail Class 202) یک قطار خودگرانشی دیزلی ساخت شرکت  ایست‌لی وورکز و اشفورد ریلوی وورکز است.
این قطار که از سال ۱۹۵۷ تا ۱۹۵۸ تولید میشده دارای ۳۷۰ کیلووات توان خروجی و ۱۲۱ کیلومتر سرعت نهایی بوده است. 